# Каримов, Максуд
Максуд Каримов (узб. Maqsud Karimov; 2 марта 1985, Ургенч, Узбекская ССР, СССР) — узбекский футболист, защитник. Выступал за сборную Узбекистана.

## Карьера
Максуд Каримов в футбол начал играть с юных лет в родном городе Ургенче. Он учился и окончил школу № 22 города Навруз.
В высшей лиге чемпионата Узбекистана дебютировал в 2006 году в составе «Хорезма». Каримов был основным игроком команды, проведя на поле все 30 игр чемпионата. По итогам сезона клуб покинул высший дивизион, и в 2007 году он перешёл в клуб «Вабкент». Клуб в том сезоне также покинул высшую лигу, но Каримов сумел попасть в сферу интересов более сильного клуба «Насаф».
С 2008 года — игрок «Насафа». Участвовал почти во всех матчах 2008 года за «Насаф». В 2009 году, с приходом на пост главного тренера команды Виктора Кумыкова, состав команды сменился почти 95 %, но Максуд Каримов в команде остался. В 2011 году команду принял Анатолий Демьяненко который также доверял место Максуду в основном составе. 25 ноября 2018 года в составе «Насаф» привел последнюю игру, после чего закончил карьеру футболиста.